# Epiphanes pelagica
Epiphanes pelagica is een raderdiertjessoort uit de familie Epiphanidae. De wetenschappelijke naam van deze soort is voor het eerst geldig gepubliceerd in 1900 door Jennings.